# Songbulsa
Songbulsa hay Thành Phật tự là một ngôi chùa Phật giáo nằm ở Sariwon, tỉnh Hwanghae Bắc, Cộng hòa Dân chủ Nhân dân Triều Tiên. Nó nằm trong lâu đài trên núi Jŏngbangsan và được thành lập vào năm 898. Nó bao gồm 6 tòa nhà là điện Cực Lạc, điện Hùng Tân, điện Minh Phủ, đình Thanh Phong, Vân Hà đường và Sơn Thần các. Đáng chú ý nhất là điện Hùng Tân được xây dựng lại vào năm 1327 là một trong những công trình kiến trúc bằng gỗ lâu đời nhất ở Bắc Triều Tiên. Nó là một tòa nhà dài nằm trên một nền cao là một mô hình của kiến trúc Cao Ly. Songbulsa đã được xếp hạng là Quốc bảo Triều Tiên số 87.